# Lupinus crassus
Lupinus crassus är en ärtväxtart som beskrevs av Edwin Blake Payson. Lupinus crassus ingår i släktet lupiner, och familjen ärtväxter. Inga underarter finns listade i Catalogue of Life.